# 제9공수특전여단
제9공수특전여단(第九空輸特戰旅團, 영어: 9th Airborne Special Forces Brigade), 또는 "귀성부대"는 대한민국 육군 특전사 소속 부대들 중 다섯 번째로 만들어진 특수작전 부대이다.

## 역사
- 1974년 10월 1일 창설

## 조직

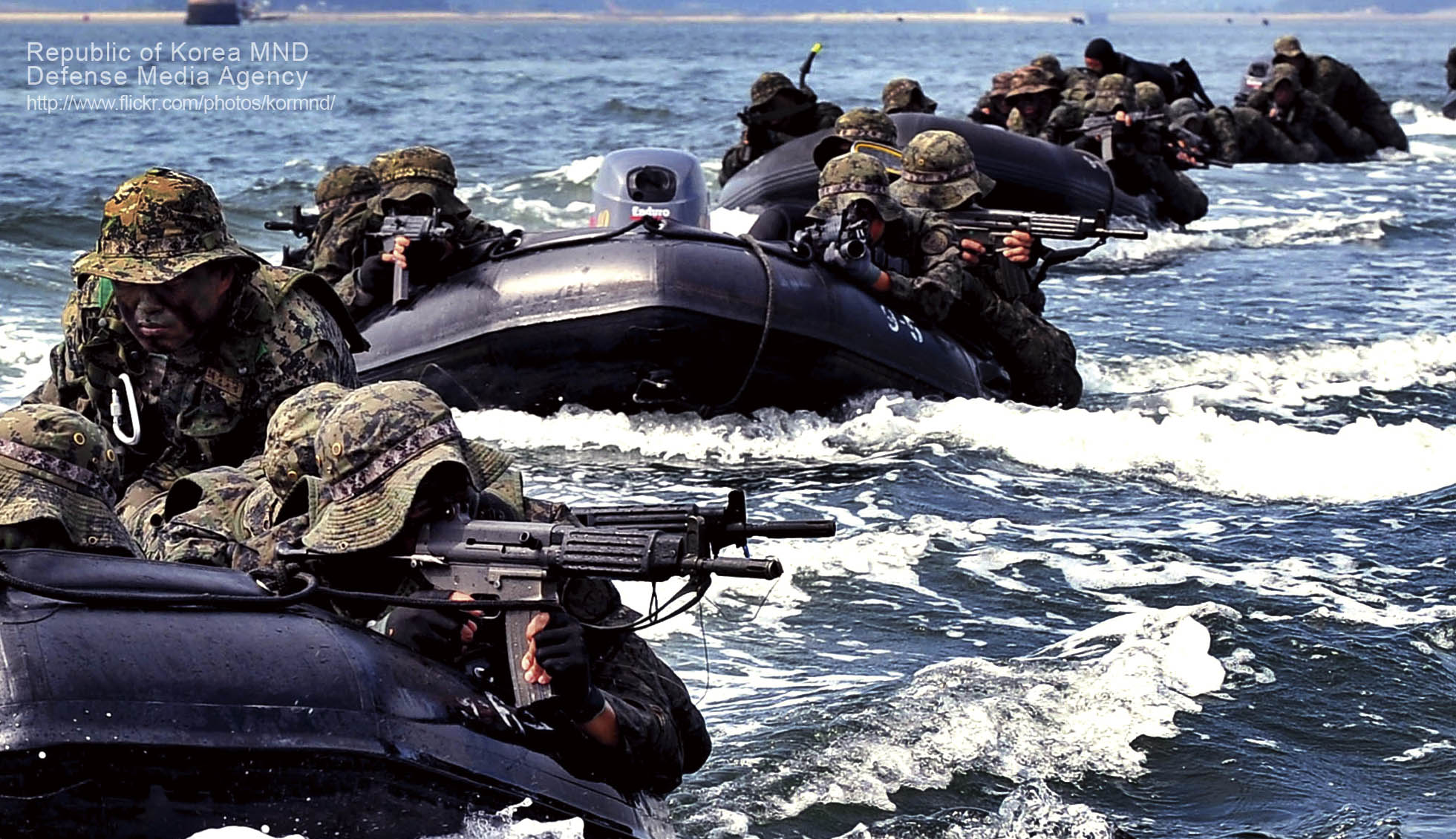
해상침투훈련 중인 귀성부대 인원들(2012년)

- 제51대대
- 제52대대
- 제53대대
- 해상침투훈련 중인 귀성부대 인원들(2012년)제55대대

## 활동

### 12.12 군사반란 명령 거부
당시 여단장이었던 윤흥기 준장은 12.12 군사반란에 가담하지 않고, 진압군 측에서 저항하였다.

### 2024년 비상계엄령 참가
윤석열 대통령의 비상계엄 선포 이후 곽종근 특수전사령관의 명령에 의해서 국회로 인원들이 투입되었다.

## 역대 단장
| # | 성명        | 취임일       | 이임일   | 비고            |
| - | ----------- | ------------ | -------- | --------------- |
| 1 | 준장 노태우 | 1974년 월 일 | 년 월 일 | 대통령          |
| 2 | 준장 윤흥기 | 년 월 일     | 년 월 일 |                 |
| 2 | 준장 이진삼 | 년 월 일     | 년 월 일 | 육군참모총장    |
| 3 | 준장 이문석 | 년 월 일     | 년 월 일 | 제1야전군사령관 |
| 4 | 준장 안무성 | 년 월 일     | 년 월 일 |                 |
|   |             |              |          |                 |

## 대중 매체에서 9공수여단
- 서울의 봄

## 참고
1. ↑  “12.12반란 진압나선 ‘참군인’ 윤흥기 인천9공수여단장”. 2023년 12월 3일. 2024년 12월 14일에 확인함.
2. ↑  남도현 (2024년 2월 27일). “짜장면도 나눠먹던 9공수·5공수…'서울의 봄' 비극 피한 사연 [Focus 인사이드]”. 2024년 12월 14일에 확인함.
3. ↑  뉴스, SBS (2024년 12월 14일). “검찰, 계엄 때 국회 출동한 인천 9공수 안무성 여단장 소환”. 2024년 12월 14일에 확인함.
4. ↑  조선일보 (2024년 12월 14일). “검찰 특수본, 안무성 9공수특전여단장 소환…국회에 병력 출동 지시”. 2024년 12월 14일에 확인함.
5. ↑  이지영 (2024년 12월 14일). “인천 9공수가 그날 왜 국회에…검찰, 안무성 여단장 소환 조사”. 2024년 12월 14일에 확인함.